# خوان بيدرو توليدو
خوان بيدرو توليدو (بالإسبانية: Juan Pedro Toledo) هو منافس ألعاب قوى مكسيكي، ولد في 17 يونيو 1978 في Huatabampo ‏ في المكسيك.

## وصلات خارجية
- خوان بيدرو توليدو على موقع الاتحاد الدولي لألعاب القوى (الإنجليزية)
- خوان بيدرو توليدو على موقع أوليمبيديا (الإنجليزية)